# Ryohei Yoshihama
Ryohei Yoshihama (吉濱 遼平 Yoshihama Ryohei?, nacido el 24 de octubre de 1992 en Kanagawa) es un futbolista japonés que se desempeña como centrocampista.

## Trayectoria

### Clubes
| Club                | País  | Año         |
| ------------------- | ----- | ----------- |
| Shonan Bellmare     | Japón | 2012 - 2014 |
| Fukushima United FC | Japón | 2013        |
| Thespakusatsu Gunma | Japón | 2015 - 2016 |
| FC Machida Zelvia   | Japón | 2017 -      |

## Estadística de carrera

### J. League
| Club                | Año   | J. League | J. League | Copa J. League | Copa J. League | Total | Total |
| Club                | Año   | Part.     | Goles     | Part.          | Goles          | Part. | Goles |
| ------------------- | ----- | --------- | --------- | -------------- | -------------- | ----- | ----- |
| Shonan Bellmare     | 2012  | 3         | 1         | -              | -              | 3     | 1     |
| Shonan Bellmare     | 2013  | 0         | 0         | 1              | 0              | 1     | 0     |
| Shonan Bellmare     | 2014  | 7         | 2         | -              | -              | 7     | 2     |
| Thespakusatsu Gunma | 2015  | 38        | 7         | -              | -              | 38    | 7     |
| Thespakusatsu Gunma | 2016  | 12        | 0         | -              | -              | 12    | 0     |
| FC Machida Zelvia   | 2017  | 21        | 0         | -              | -              | 21    | 0     |
| Total               | Total | 81        | 10        | 1              | 0              | 82    | 10    |